# Pareuxoa pampeana
Pareuxoa pampeana là một loài bướm đêm trong họ Noctuidae.